# Zeche Augustus Erbstollen
Die Zeche Augustus Erbstollen ist ein ehemaliges Steinkohlenbergwerk in Essen-Kupferdreh-Dilldorf. Das Bergwerk war auch unter dem Namen Zeche Augustus bekannt.

## Bergwerksgeschichte
Am 3. März 1809 erfolgte die Verleihung der Erbstollengerechtigkeit und der Erbstollen wurde dann bis zum Jahr 1811 aufgefahren. Mit dem Abbau wurde im Jahr 1812 begonnen. Bereits im August desselben Jahres wurde der Erbstollen der Zeche Gabe Gottes zugeschlagen. Im Jahr 1838 wurde das Bergwerk zusammen mit anderen Bergwerken zu den Hardenbergischen Kohlenwerken zusammengefasst. Am 3. Juli 1841 wurde ein zusätzliches Geviertfeld verliehen. Im Jahr 1845 wurden die Hardenbergischen Kohlenbergwerke liquidiert und die Zeche Augustus Erbstollen stillgelegt. Damit die Berechtsame nicht ins Bergfreie fallen konnte, wurde das Bergwerk im Jahr 1859 wieder in Betrieb genommen, allerdings war der Abbau nur unbedeutend. Am 27. März 1861 konsolidierte die Zeche Augustus Erbstollen mit den Zechen Gabe Gottes und Petersburg zur Zeche Vereinigte Petersburg.